# Polystachya testuana
Polystachya testuana är en orkidéart som beskrevs av Victor Samuel Summerhayes. Polystachya testuana ingår i släktet Polystachya och familjen orkidéer. Inga underarter finns listade i Catalogue of Life.